# 普里莫·梅奥齐
普里莫·梅奥齐（義大利語：Primo Meozzi，1928年—），意大利男子曲棍球运动员。他曾代表意大利国家队参加1952年夏季奥林匹克运动会曲棍球比赛，获得第十一名。